# دیوید پکرد
دیوید پکرد (به انگلیسی: David Packard) (زاده ۷ سپتامبر ۱۹۱۲ - درگذشته ۲۶ مارس ۱۹۹۶) به همراه ویلیام ردینگتون هیولت یکی از مؤسسین شرکت اچ‌پی بود. او طی سال‌های ۱۹۶۴ تا ۱۹۶۸ مدیر عامل اچ‌پی بود.